# 希尔斯
希尔斯（德語：Schiers，德語發音：[ˈʃiːɐs]）是瑞士格劳宾登州的一个市镇。该市镇总面积为61.66平方千米，截至2023年12月31日总人口为2,951人。